# Kilian Grant
Kilian Grant Carvalheira (Figueras, España, 5 de mayo de 1994), conocido deportivamente como Kilian, es un futbolista español que juega como extremo o lateral. Actualmente es jugador del Inter Club d'Escaldes de la Primera División de Andorra.

## Trayectoria
Formado en las categorías inferiores del R. C. D. Espanyol debuta en categoría senior en la temporada 2012/13 en la Segunda División B de España con el filial perico, perteneciendo aún al juvenil. La temporada siguiente cuenta con ficha en el R. C. D. Espanyol "B" y disputa el inicio de temporada con el mismo pero sale cedido en el mercado de invierno a la Unió Esportiva Olot también en la Segunda División B de España.
En verano de 2014 ficha por el Real Zaragoza "B" que competiría en la misma división. Debutaría con solo 21 años con el primer equipo en la Segunda División de España el 19 de diciembre de 2015 en el Nou Estadi de Tarragona en el encuentro disputado entre el Club Gimnàstic de Tarragona y el Real Zaragoza.

En 2016, el futbolista puso punto final en su etapa en el Zaragoza para pasar a formar parte de la Sociedad Deportiva Huesca en la campaña 2016-2017. En la temporada 2017-18 Kilian jugó cinco partidos, solo uno de ellos como titular, en el ascenso del conjunto oscense a Primera División.
En agosto de 2018, el Universidad Católica de Murcia Club de Fútbol anuncia la contratación del extremo para convertirse en un nuevo refuerzo para la plantilla de Segunda División B de España que dirige Pedro Munitis.
Tras una temporada en conjunto murciano, retorna a la Unió Esportiva Olot, club con el que disputaría la temporada 2020-21 en la Segunda División B de España, que acabaría con el descenso del equipo catalán al nuevo quinto nivel del fútbol español, la Tercera División RFEF. 
El 19 de julio de 2021 se hace oficial su fichaje por el Real Avilés C. F., donde estrenó la nueva Segunda RFEF. Tras no renovar, para la temporada 2022/23, firmaría por el club andorrano del F. C. Santa Coloma.
El 18 de junio de 2023, firma por el Inter Club d'Escaldes de la Primera División de Andorra.

## Clubes
| Club                  | País    | Año       |
| --------------------- | ------- | --------- |
| R. C. D. Espanyol "B" | España  | 2012-2014 |
| U. E. Olot            | España  | 2014      |
| Deportivo Aragón      | España  | 2014-2016 |
| Real Zaragoza         | España  | 2015      |
| A. D. Almudévar       | España  | 2016-2017 |
| S. D. Huesca          | España  | 2016-2018 |
| UCAM Murcia C. F.     | España  | 2018-2019 |
| Unió Esportiva Olot   | España  | 2019-2021 |
| Real Avilés C. F.     | España  | 2021-2022 |
| F. C. Santa Coloma    | Andorra | 2022-2023 |
| Inter Club d'Escaldes | Andorra | 2023-     |